# 坂圭祐
坂 圭祐（さか けいすけ、1995年5月7日 - ）は、三重県四日市市出身のプロサッカー選手。Jリーグ・栃木SC所属。ポジションはディフェンダー（DF）。

## 略歴

### プロ入り前
三重県出身。高校は四日市中央工業高校に進学。高校1年時にサイドバックからセンターバックにコンバートされると、守備センスと縦パスを買われてレギュラーに定着、その年の全国高等学校サッカー選手権大会で準優勝、3年次になるとキャプテンになり、全国高等学校サッカー選手権大会でベスト4入りに貢献した。
高校ではプロ入りのオファーはなく順天堂大学に進学した。順天堂大学では1年生から試合に出場し、最終学年では主将として迎えた。ユニバーシアード代表にも選ばれて優勝に貢献し、Jリーグの複数クラブからオファーをもらった末、湘南ベルマーレに加入が内定した。

### 湘南ベルマーレ
2018年、湘南ベルマーレに入団。3月7日、ルヴァンカップ第1節のサガン鳥栖戦でプロ入り初先発を果たした。4月15日、J1第8節のサンフレッチェ広島戦でJ1リーグデビューを果たした。

### 大分トリニータ
2021年、大分トリニータに完全移籍。

### ガンバ大阪
2024年1月10日、ガンバ大阪に完全移籍することが発表された。

### 栃木SC
同年7月1日、栃木SCに完全移籍することが発表された。

## 所属クラブ
- 内部リバーズFC
- 内部中学校
- 四日市中央工業高等学校
- 順天堂大学
- 2018年 - 2020年 湘南ベルマーレ
- 2021年 - 2023年 大分トリニータ
- 2024年 - 同年6月 ガンバ大阪
- 2024年7月 - 栃木SC

## 個人成績
| 国内大会個人成績 | 国内大会個人成績 | 国内大会個人成績 | 国内大会個人成績 | 国内大会個人成績             | 国内大会個人成績 | 国内大会個人成績 | 国内大会個人成績 | 国内大会個人成績 | 国内大会個人成績 | 国内大会個人成績 | 国内大会個人成績 |
| 年度             | クラブ           | 背番号           | リーグ           | リーグ戦                     | リーグ戦         | リーグ杯         | リーグ杯         | オープン杯       | オープン杯       | 期間通算         | 期間通算         |
| 年度             | クラブ           | 背番号           | リーグ           | 出場                         | 得点             | 出場             | 得点             | 出場             | 得点             | 出場             | 得点             |
| 日本             | 日本             | 日本             | 日本             | リーグ戦                     | リーグ戦         | リーグ杯         | リーグ杯         | 天皇杯           | 天皇杯           | 期間通算         | 期間通算         |
| ---------------- | ---------------- | ---------------- | ---------------- | ---------------------------- | ---------------- | ---------------- | ---------------- | ---------------- | ---------------- | ---------------- | ---------------- |
| 2015             | 順大             | 2                | -                | -                            | -                | -                | -                | 2                | 0                | 2                | 0                |
| 2018             | 湘南             | 20               | J1               | 25                           | 1                | 11               | 0                | 2                | 0                | 38               | 1                |
| 2019             | 湘南             | 4                | J1               | 21                           | 1                | 1                | 0                | 0                | 0                | 22               | 1                |
| 2020             | 湘南             | 4                | J1               | 19                           | 1                | 1                | 0                | -                | -                | 20               | 1                |
| 2021             | 大分             | 4                | J1               | 18                           | 0                | 2                | 0                | 1                | 0                | 21               | 0                |
| 2022             | 大分             | 4                | J2               | 19                           | 0                | 5                | 0                | 2                | 0                | 26               | 0                |
| 2023             | 大分             | 4                | J2               | 2                            | 0                | -                | -                | 0                | 0                | 2                | 0                |
| 2024             | G大阪            | 28               | J1               | 0                            | 0                | 1                | 0                | 0                | 0                | 1                | 0                |
| 2024             | 栃木SC           | 13               | J2               | 7                            | 0                | -                | -                | -                | -                | 7                | 0                |
| 2025             | 栃木SC           | 13               | J3               |                              |                  |                  |                  |                  |                  |                  |                  |
| 通算             | 日本             | 日本             | J1               | 83                           | 3                | 16               | 0                | 3                | 0                | 102              | 3                |
| 通算             | 日本             | 日本             | J2               | 28                           | 0                | 5                | 0                | 2                | 0                | 35               | 0                |
| 通算             | 日本             | 日本             | J3               | \|\|\|\|\|\|\|\|\|\|\|\|\|\| |                  |                  |                  |                  |                  |                  |                  |
| 通算             | 日本             | 日本             | 他               | -                            | -                | -                | -                | 2                | 0                | 2                | 0                |
| 総通算           | 総通算           | 総通算           | 総通算           | 111                          | 3                | 21               | 0                | 7                | 0                | 139              | 3                |

- 公式戦初出場 - 2018年3月7日 ルヴァンカップGS第1節 vsサガン鳥栖（Shonan BMWスタジアム平塚）
- Jリーグ初出場 - 2018年4月15日 J1第8節 vsサンフレッチェ広島（Shonan BMWスタジアム平塚）
- Jリーグ初得点 - 2018年7月22日 J1第22節 vsヴィッセル神戸（ノエビアスタジアム神戸）

## タイトル

### クラブ
順天堂大学
- 千葉県サッカー選手権大会：1回（2015年）
- アミノバイタルカップ：1回（2017年）

湘南ベルマーレ
- Jリーグカップ：1回（2018年）

### 代表
ユニバーシアード日本代表
- ユニバーシアード：1回（2017年）

### 個人
- 全国高等学校サッカー選手権大会・優秀選手（2014年）
- 関東大学サッカーリーグ戦・ベストイレブン（2017年）

## 代表歴
- 日本高校選抜
  - NEXT GENERATION MATCH（2014年）
  - デュッセルドルフ国際ユースサッカー大会（2014年）
- 関東大学選抜A
  - デンソーカップサッカー（2016年）
- ユニバーシアードサッカー日本代表
  - 台北大会（2017年）